# Rain Dogs
Albums de Tom Waits
Swordfishtrombones
(1983) Frank's Wild Years
(1987)
Rain Dogs est le neuvième album studio de Tom Waits. Il est sorti en 1985 sur le label Island Records.

## Historique
L'album, enregistré durant l'été 1985 et a été écrit à l'époque où Tom Waits habitait New York. Le titre originel était Evening Train Wreck. On y retrouve la participation de Keith Richards à la guitare sur trois titres. Hang Down Your Head est la première collaboration officielle de Waits avec sa conjointe Kathleen Brennan.
Bien que la ressemblance soit frappante, Tom Waits n’apparaît pas sur la pochette de l'album ; la photo est l'œuvre du photographe suédois Anders Petersen : Café Lehmitz (1970).
L'album a été classé à la 397e position du classement en 2003 des 500 plus grands albums de tous les temps par Rolling Stone Magazine, et à la 399e position du classement 2012. Il est également cité dans l'ouvrage de référence de Robert Dimery Les 1001 albums qu'il faut avoir écoutés dans sa vie.

## Titres
Tous les titres sont écrits par Tom Waits sauf mention autre.
1. Singapore - 2:46
2. Clap Hands - 3:47
3. Cemetery Polka - 1:51
4. Jockey Full of Bourbon - 2:45
5. Tango Till They're Sore - 2:49
6. Big Black Mariah - 2:44
7. Diamonds & Gold - 2:31
8. Hang Down Your Head (K. Brennan - Waits) - 2:32
9. Time - 3:55
10. Rain Dogs - 2:56
11. Midtown (Instrumental) - 1:00
12. Ninth & Hennepin - 1:58
13. Gun Street Girl - 4:37
14. Union Square - 2:24
15. Blind Love - 4:18
16. Walking Spanish - 3:05
17. Downtown Train - 3:53
18. Bride of a Rain Dog (instrumental) - 1:07
19. Anywhere I Lay My Head - 2:48

## Musiciens
- Tom Waits – Chant (1-10, 12-17, 19), Guitare (2, 4, 6, 8-10, 15-17), Orgue Farfisa (3, 19), Piano (5, 12), Pump Organ (8), Banjo (13), Harmonium (18)
- Larry Taylor - Contrebasse (1, 3, 4, 6, 8-10, 15), Basse (7, 11, 14, 16)
- Tony Garnier - Contrebasse (2)
- Greg Cohen - Contrebasse (5, 12, 13)
- Marc Ribot - Guitare (1-4, 7, 8), Guitare solo(10)
- Chris Spedding - Guitare (1)
- John Lurie - Saxophone alto (16)
- Keith Richards - Guitare (6, 14, 15), chœurs (15)
- Robert Quine - Guitare (15, 17)
- Tony Levin - Basse (17)
- Michael Blair - Percussions (1-4, 7, 8, 13, 17), Marimba (2, 7, 10, 12), Congas (4), Batterie (8, 14, 18), Metal Percussion (12), Bowed Saw (12), Parade Drum (19)
- Stephen Taylor Arvizu Hodges - Batterie (1, 2, 4, 6, 10, 11, 15, 16), Parade Drums (3)
- Hollywood Paul Litteral - Trompette (1, 11, 19)
- Robert Previte - Percussions (2), Marimba (2)
- William Schimmel - Accordéon (3, 9, 10)
- Bob Funk - Trombone (3, 5, 10, 11, 19)
- Ralph Carney - Saxophone baryton (4, 14), Saxophone (11, 18), Clarinette (12)
- Robert Musso - Banjo (7)
- Arno Hecht - Saxophone ténor (11, 19)
- Crispin Cioe - Saxophone (11, 19)
- Ross Levinson - Violon (15)
- G.E. Smith - Guitare (17)
- Mickey Curry - batterie (17)
- Robert Kilgore - Orgue (17)